# MAN (datalogi)
 For alternative betydninger, se MAN. (Se også artikler, som begynder med MAN)
Metropolitan Area Network (MAN) er et netværk indenfor et område svarende til storbyområde (metropolområde). Det kan fx være en virksomhed eller organisation, som sammenknytter en række LAN, for eksempel samtlige lokalnet på et universitet med flere placeringer, eller de enkelte afdelinger i et firma. Betegnelsen MAN er gledet ud af den daglige brug, da den teknologiske udvikling har tilnærmet LAN og WAN så meget, at de grænser direkte op til hinanden.
En trådløst netværk af denne størrelse kaldes et Wireless Metropolitan Area Network, forkortet WMAN.
 Denne artikel bør gennemlæses af en person med fagkendskab for at sikre den faglige korrekthed.
    Artiklens definition afviger fra øvrige wiki'ers defintion

 Der er for få eller ingen kildehenvisninger i denne artikel, hvilket er et problem. Du kan hjælpe ved at angive troværdige kilder til de påstande, som fremføres i artiklen.

| Telekommunikation | Spire Denne artikel om telekommunikation er en spire som bør udbygges. Du er velkommen til at hjælpe Wikipedia ved at udvide den. |